# ワンダフル競馬
ワンダフル競馬（ワンダフルけいば）は、新潟放送（BSNテレビ）が制作・放送されているテレビ競馬中継番組である。
放送時間は、新潟競馬場の裏開催（第3場開催）期間中（春季及び秋季）の毎週土曜日 15:00 - 16:00（60分）である。

## 概要
1999年まで、同局は土・日曜日とも中央競馬中継（土曜日はテレビ東京、日曜日はフジテレビ系列向けに中継。新潟総合テレビがFNS/FNNシングルネットに移行した1983年10月以降もスポンサーのJRAの都合で日曜競馬を中継していた）を行っていたが、日曜日については2001年の新潟競馬場リニューアルに伴い、新潟総合テレビの『NSTスーパー競馬』（現・NSTみんなのKEIBA、ネット受けは2000年1月から）に移行したため、土曜日のみの中継となった。
なお、新潟夏季開催（7～9月）を含む、その他の開催（東京・中山・夏季福島競馬）のときはテレビ東京制作の『ウイニング競馬』を中継する（著作はテレビ東京だがBSNテレビは技術協力として制作に携わっている）。なお1980年代まで、テーマソングはJNN系列のスポーツ中継で使用された「コバルトの空」が使用された。
2007年8月18日は『ウイニング競馬』の放送がBSNテレビでは15:24 - 15:54の短縮版であったため、代替措置として15:54 - 16:30に『ワンダフル競馬』の放送予定があったが、馬インフルエンザの影響により競馬が中止になったため放送は取り止めになった。なお、『ワンダフル競馬』ではオープニングの後に、JRA新潟競馬場からの開催中止のお知らせが文字とアナウンスにより30秒間放送されたのち、番組のネットが始まった。
2009年は函館競馬場全面改修工事に伴う開催の振り替えで9月開催が行われ、7月18日 - 9月5日の『ウイニング競馬』のネット受け（BSNテレビ協力）に続いて、9月12日・9月19日にも『ワンダフル競馬』が放送された。また、東日本大震災の影響により新潟開催が多く組まれた2011年は、例年以上に当番組が放送された。2021年は2月の福島県沖地震の影響による福島競馬の開催が不可能となったことを受けて、当初の福島開催が予定されていた4月10日 - 5月1日の新潟代替開催分も放送されるが、本来土曜日の競馬中継をネットする福島テレビは自社放送を行わず、かつ通常の開催日同様にテレビ東京系列の中継を放送するため、当該番組の福島テレビへのネット送りはメインレースのみとなる。
2014年5月開催まで、BSNテレビのテレビ中継車はハイビジョン対応していなかった。同年5月8日の放送までは地上デジタル放送において両サイドには番組タイトルをカット画像として使用していたため、レースをネットする『ウイニング競馬』や『うまDOKI』の地上デジタル放送（BSジャパン（現・BSテレ東）での中継を含む）において番組タイトルが入ったカット画像がそのまま放送された。翌週の放送からは両サイドには番組タイトルから馬をイメージしたカット画像に変更された。
本番組を放送する関係上、土曜日の14時台・15時台にTBS系列全国ネットの特別番組が編成される場合は、かつては16:00からの録画時差スポンサードネットで放送されていた。2023年現在は、JNN報道特別番組などの特別編成で『報道特集』（休止時はNスタ）の放送時間が繰り上がった場合はJNN協定が適用されたり、生放送のプロスポーツ競技の全国中継（プロ野球・プロゴルフ他）が編成された場合は必ずネットする義務があるため、『ワンダフル競馬』は放送休止となる場合がある。従って、該当期間中において『ワンダフル競馬』が放送されない場合は、その代替措置として新潟総合テレビの『NSTみんなのKEIBA』が土曜日にも放送される週がある（放送がない場合もある）。

## レース実況について
以前のテレビとラジオの実況音声は同一であったが（ラジオ実況で「ご覧のメンバーで」という発言がそのまま放送されることがある）、現在は別々の実況音源を使用している。
- 2009年以降、土曜日のラジオ中継は原則として自社制作せずラジオNIKKEI第1のネットとしている[2]。

## 出演者
◎印は前番組並びに『スーパー競馬』で実況経験者。●印は当局で日曜に放送されるラジオの競馬中継にも出演。

### 司会進行（MC）
- 近藤丈靖（BSN）◎●
- 松尾和泉[3][4]

### レギュラーゲスト
- いくのひろし（BSN競馬評論家）[5]
- 高橋なんぐ（お笑い芸人）

### レース解説
- 藤本貴久（日刊競馬）[6]

### レース実況
- 坂部友宏（BSN）●

パドック実況
- 前野智郎（BSN）[7]

### 過去の実況アナウンサー
- 高橋知幸（退社後、東海テレビに移籍。移籍後も競馬中継を担当）
- 喜谷知純（退社後、フリー）
- 星野一弘（退社後、フリー）◎
- 黒崎貴之（BSN）

過去のMC
- 水島知子（元BSNアナウンサー、現フリー）
- 行貝寧々（2019年～2025年3月までBSNアナウンサー。退社後、現フリー）

### 過去の解説者
- 佐藤寿恭（サンケイスポーツ）[要出典]
- 小宮均（競馬ブック）
- 岡本幸一（日刊競馬）
- 小木曽大祐（日刊競馬）
- 阿部幸太郎（競馬評論家）